# 北乔峰，南慕容
北乔峰，南慕容，是著名作家金庸在长篇武侠小说《天龙八部》中创造的一句江湖传言，其知名度被广泛應用于其它领域。

## 概述
- 乔峰絕技有降龍十八掌、打狗棒法。
- 慕容復絕技為斗轉星移。

这句话本身指的是当时武林中最知名的两位年輕高手乔峰和慕容复。其中乔峰作为丐帮帮主常年在中国北方活动，以帮助北宋抗击外敌为己任，而慕容复则常居江南姑苏，因而得名。
在书中，虽然两人初始的地位相若，但之后的情节发展中作为正面主角的乔峰表现出许多非凡的气概和事迹，虽然契丹人的真实身份被揭露并恢复萧峰的本名，但是仍然是极其高大的英雄形象。而与之相比受南方文化影响以复国为目的十六国时期燕国王室后裔慕容复则显得不择手段，众叛亲离，最后在少林寺前的三对三大决战中还败在了萧峰的结义兄弟、全书另一名主角段誉的手下。
由于《天龙八部》的影响力和书中人物形象深入人心，这句话在现代被广泛用于其它领域，一般泛指任何行业或领域较有代表性的知名人物，用以强调中国南北方差异或者高下之分。